# 한국폴리텍V대학
한국폴리텍Ⅴ대학(韓國폴리텍五大學, Korea Polytechnic Ⅴ)은 대한민국의 광주광역시와 호남 지방을 관할로 한 지역거점 폴리텍대학의 하나이다. 2006년 3월 1일 한국폴리텍V대학으로 교명을 변경하였다.

## 구성
- 권역대학
  - 광주캠퍼스 (산업학사학위 과정, 기능사 과정): 광주광역시 북구 하서로 85
- 지역캠퍼스
  - 전북캠퍼스 (산업학사학위 과정): 전북특별자치도 김제시 백학제길 154
  - 전남캠퍼스 (산업학사학위 과정, 기능사 과정): 전라남도 무안군 청계면 영산로 1854-16
  - 익산캠퍼스 (산업학사학위 과정, 기능사 과정): 전북특별자치도 익산시 선화로 579
  - 순천캠퍼스 (기능사 과정): 전라남도 순천시 기적의도서관1길 41